# Hendrik de Cock
Pour les articles homonymes, voir De Cock.
Hendrik de Cock (12 avril 1801 – 14 novembre 1842) était un pasteur néerlandais, dont la paroisse fut la première à quitter l'Église réformée néerlandaise lors de la "séparation de 1834", un schisme déclenché contre ce que Hendrik de Cock et ses paroissiens percevaient comme un libéralisme théologique excessif dans l'Église réformée néerlandaise, ce qui valut au pasteur de Cock le surnom de "père de la séparation de 1834".

## Biographie

### Jeunesse et formation
Hendrik de Cock est né dans la ville de Veendam, dans la province de Groningue, le 12 avril 1801. Son père était Regnerius Tjaarda de Cock et sa mère Jantje Kappen de Boer. Son grand-père Regnerius Tjaarda de Cock était pasteur de l'Église réformée néerlandaise autour de 1750.
Ses parents appartenaient à l'Église réformée néerlandaise. Peu de temps après la naissance de Hendrik, sa famille déménage à Wildervank, Groningen. Hendrik de Cock résidera toute sa vie dans la province de Groningue.
Hendrik de Cock a été formé à la faculté de théologie de l'Université de Groningen pour devenir pasteur. Il termine ses études en 1823.

### Mariage
En 1824, il épouse Frouwe Venema (1803 - 1889).

### Début de carrière pastorale
Dès 1823, Hendrik de Cock est appelé par la paroisse de Eppenhuizen et, peu de temps après son mariage en 1824, il y est consacré en tant que pasteur. Il reste dans ce poste  trois ans, jusqu'en 1827, puis prend le poste pastoral de Noordlaren pour deux ans.

### Sa rupture avec l’Église réformée néerlandaise
En 1829, Hendrik de Cock devient pasteur de l'Église Réformée hollandaise dans le village d'Ulrum, non loin de la ville de Groningue. Initialement, il n'était pas évangélique, mais sa congrégation l'était. L'un de ses membres lui fit lire les Canons de Dordrecht. Cela, en plus de sa propre lecture de l'Institution de la religion chrétienne de Jean Calvin, l'a conduit à un profond changement dans son orientation théologique, qu'il développe dès lors clairement dans sa prédication, n'hésitant pas à dénoncer ce qu'il estimait être les enseignements erronés de certains de ses collègues libéraux,.
Cette nouvelle orientation attira à ses cultes beaucoup de membres d'autres paroisses. Certains de ces participants venus d'autres paroisses demandèrent par la suite au pasteur de Cock de baptiser leurs enfants car ils ne voulaient pas que leurs enfants soient  baptisés dans leurs propres paroisses, soit parce que l'ancienne liturgie de baptême avait été remplacée par des pratiques et des formes liturgiques à leur avis hérétiques, et soit parce que là où l'ancienne liturgie était encore utilisée, ils ne pouvaient pas, en conscience, répondre "oui" à la question de savoir s'ils "croyaient que la doctrine enseignée dans leur église était la vérité de la Parole de Dieu".
Après une longue réflexion, en consultation avec son consistoire, de Cock accepta de baptiser ces enfants. Furieux, les pasteurs des paroisses concernées alertèrent les autorités et déposèrent une plainte devant le consistoire. Pour sa défense, de Cock publia un pamphlet défendant ses convictions et celles de sa paroisse. Cet écrit provoqua de nombreux débats, et aboutit au résultat que l'Église réformée hollandaise le suspendit de ses fonctions de ministre le 13 décembre 1833. Hendrik de Cock se soumit à sa suspension et s'abstint de prêcher, mais les tensions ont continué à augmenter, en particulier lorsque le pasteur Heinrich Scholte (qui devait plus tard émigrer en Amérique et fonder une communauté reréformée à Pella, Iowa), connu pour être un sympathisant des idées de de Cock et qui le remplaçait en chaire, fut à son tour frappé par une interdiction de prêcher dans l'église d'Ulrum. De cette façon, un moderniste pouvait être nommé pour lui succéder. La congrégation réagit avec vigueur et on dut appeler la police pour prévenir une émeute.
Hendrik de Cock ayant refusé de se plier aux demandes de l'administration des cultes (qui à l'époque gouvernait directement l’Église réformée néerlandaise), sa congrégation de sépara officiellement de l'Église Réformée hollandaise le 13 octobre 1834. Le lendemain, ils signèrent la "déclaration de séparation ou de retour" (Acte van Afscheiding of Wederkeer).
D'autres paroisses ont ensuite quitté l'Église réformée néerlandaise pour rejoindre Hendrik de Cock et former une union d'églises appelée les Églises reréformées chrétiennes (en néerlandais : Christelijke Gereformeerde Kerken ou CGK). Ces églises et leurs membres étaient aussi appelées "sécessionnistes" ou "séparatistes". Elles fusionnèrent ultérieurement (en 1892) avec un autre mouvement conservateur, la doleantie, pour former l'Église reréformée néerlandaise (gereformeerde kerk in Nederland).

### Les conséquences de la séparation
L'Église réformée néerlandaise et le gouvernement néerlandais ont voulu réprimer ces nouvelles églises et leur ont infligé de terribles souffrances. Leurs réunions ont souvent été interrompues par des manifestants violents. Les séparatistes ont été condamnés et emprisonnés. Le 25 octobre 1834 une compagnie d'infanterie (104 soldats) ont été envoyés par le gouvernement néerlandais à Ulrum et à d'autres endroits où les séparatistes avaient établi des paroisses et ils ont été logés dans les maisons des séparatistes. Ces gens étaient généralement assez pauvres, ce qui leur valait d'ailleurs parfois le mépris du corps pastoral, mais ils ont été obligés de nourrir et de loger les soldats, de subvenir à tous leurs besoins, et de cohabiter en permanence avec les soldats. Ce logement de troupes a duré jusqu'à la fin janvier 1835 pour une moitié des effectifs, et jusqu'au 7 juillet 1835 pour l'autre moitié.

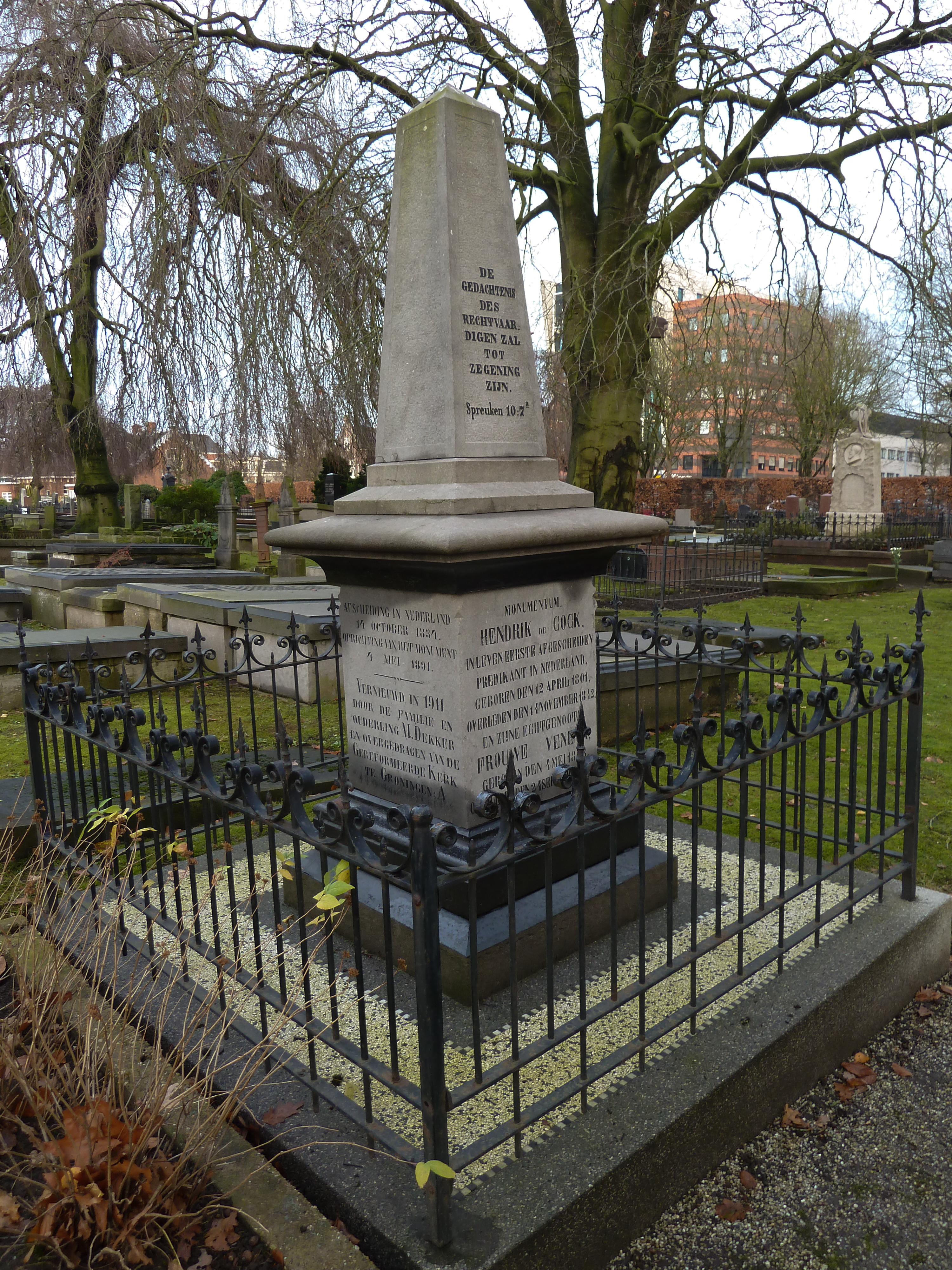
Tombe de Hendrik de Cock au Zuiderbegraafplaats à Groningue.

Pour endiguer le mouvement séparatiste, le gouvernement néerlandais a aussi réactivé une loi datant de l'époque française (1795-1815), qui interdisait toute réunion de plus de 20 personnes. De ce fait, il était difficile, voire impossible, pour les séparatistes de se réunir pour le culte, sauf à risquer des peines de prison et des mises à l'amende parfois lourdes. S'ils étaient dans l'incapacité de payer ces amendes, leurs biens étaient saisis et vendus, et si cela ne suffisait pas, ils étaient emprisonnés. Hendrik de Cock lui-même fut condamné à une amende de 150 florins et passa trois mois en prison.
Ce n'est que sous le roi Guillaume II en 1841, que ces mesures répressives prirent fin.

### Dernières années
In 1837 Hendrik de Cock fut appelé à un poste pastoral dans la ville de Groningue pour une paroisse reréformée  (Gereformeerde Kerk). Il y demeura jusqu'à son décès, d'une maladie pulmonaire, à l'âge de 41 ans le 14 novembre 1842. Il a été inhumé à Groningue au cimetière sud (Zuiderbegraafplaats). Son épouse et 5 enfants, certains très jeunes, lui survécurent. Un monument funéraire fut érigé pour lui en 1891 (deux ans après le décès de son épouse).

## Descendance
De son mariage avec Frouwe Helenius Venema, Hendrik de Cock eut 7 enfants dont Helenius de Cock (un garçon, né le 1er novembre 1824), Eelbrina de Cock (une fille) et Jantje de Cock (une fille née le 20 janvier 1836). Son fils aîné Helenius de Cock devint pasteur au sein des Christelijke gereformeerde kerken et, en 1854, devint professeur au sein de l'école de théologie ouverte la même année à Kampen par les églises chrétiennes reréformées.